# Baltargletscher
Der Baltargletscher befindet sich im westlichen Karakorum im pakistanischen Sonderterritorium Gilgit-Baltistan.
Der Baltargletscher hat eine Länge von 19 km. Er strömt anfangs in südwestlicher, später in westlicher Richtung durch den südlichen Teil der Gebirgsgruppe Batura Muztagh. Das Nährgebiet bildet der Südhang der so genannten „Batura-Mauer“. Der Baltargletscher wird von den Bergen Batura I (7794 m) und Hachindar Chhish (6870 m) eingerahmt. Ein rechter Tributärgletscher ist der Toltargletscher.
Der Baltargletscher speist den Bola-Das, einen rechter Nebenfluss des Hunza.